# Маккрам, Уильям
Уильям Маккрам (англ. William McCrum; 1865—1932) — ирландский бизнесмен и спортсмен, известен как изобретатель одиннадцатиметрового штрафного удара в футболе — пенальти.

## Биография
Уильям родился в 1865 году в семье миллионера Роберта Маккрама (англ. Robert Garmany McCrum).
Учился в школе The Royal School североирландского города Арма, затем — в Тринити-колледже, после чего работал в семейном бизнесе в том числе был лондонским представителем компании, производящей бельё — McCrum, Watson and Merver. Не снискав успеха в данном бизнесе, Уильям был вынужден продать в 1931 году принадлежащую ему хлопкопрядильную фабрику в Милфорде, расположенную в графстве Арма.
Имея возможность, Маккрам путешествовал по миру; но значительную часть своей жизни провёл в Милфорде, где был городским мировым судьей. Увлекаясь спортом, был представителем многих спортивных клубов и комитетов, в том числе милфордского футбольного клуба, а также крикетного и регбийного клубов города; увлекался шахматами. Также в течение нескольких лет он играл в качестве вратаря «Милфорда», в том числе в первом сезоне Ирландской футбольной лиги в 1890—1891 годах. Команда выступала неудачно: проиграла 14 матчей из 14, забила 10 мячей, а пропустила 62, и оказалась на последнем месте.
Master Willie, как его называли горожане, участвовал также в общественной жизни города. Умер он после продолжительной болезни в пансионате для престарелых 21 декабря 1932 года. Его внуком является ныне живущий британский писатель и бывший литературный редактор газеты The Observer — Роберт Маккрам. Другой внук — Марк Маккрам — английский журналист и писатель.
В Милфорде имеется парк, названный именем Маккрама. В 2015 году Международная федерация футбольных ассоциаций (ФИФА) взяла на себя расходы по восстановлению могилы ирландского вратаря Уильяма Маккрама.

## Одиннадцатиметровый удар
Уильям Маккрам — автор идеи создания штрафного удара в футболе (одиннадцатиметровый удар, пенальти), которую в июне 1890 года на заседании Международного совета футбольных ассоциаций изложил секретарь ирландской футбольной ассоциации Джек Рид (англ. Jack Reid). Удар был введён в правила футбола в 1891 году.
Предложение изначально вызвало неприятие среди футболистов и прессы и было названо death penalty (смертной казнью). Но мнение общественности изменилось после матча на Кубок Англии, когда в четвертьфинальной встрече между «Сток Сити» и «Ноттс Каунти» 14 февраля 1891 года свободный удар после умышленной игры рукой на линии ворот не завершился голом.
Пенальти был утверждён тринадцатым пунктом Правил игры в футбол 2 июня 1891 года. В современных правилах то, в каких случаях назначается пенальти и как именно он производится, записано в пункте 14.